# Bass Generation
Bass Generation – trzeci album studyjny szwedzkiego muzyka Basshuntera, wydany 25 września 2009 roku.
Album promowany był singlami „Every Morning” oraz „I Promised Myself”. Album znalazł się między innymi na drugim miejscu nowozelandzkiej listy Top 40 Albums, miejscu szesnastym listy brytyjskiej (osiągnął status srebra za 60 000 sprzedanych egzemplarzy) i irlandzkiej. Album był notowany także na amerykańskich listach: na miejscu piętnastym listy Dance/Electronic Albums oraz na 34. na Heatseekers Albums.

## Realizacja
Materiał do trzeciego studyjnego albumu Basshunter zaczął tworzyć na początku 2009 roku. Wytwórnia Hard2Beat zapowiedziała wydanie albumu latem 2009 roku. Album został wydany 29 września 2009 roku, tydzień po wydaniu singla „Every Morning”. 15 września Basshunter ogłosił, że album zostanie wydany również w wersji dwupłytowej. Utwór „I Can’t Deny” został wykonany wokalnie przez Lauren Dyson, „I Will Learn to Love Again” został wykonany z udziałem zespołu Stunt.

## Muzyka
Nagrywając album Basshunter chciał, aby wszystkie utwory różniły się od siebie nawzajem. „I Promised Myself” ma podobny setup do „Now You’re Gone” z ulepszonymi bębnami basowymi i linią basową oraz jest bardziej rytmiczny. Utwór „Why” jest ostatnim utworem, który Basshunter napisał i wyprodukował na potrzeby albumu. Basshunter bardzo lubi muzykę rockową i chciał ją połączyć z jego stylem. Stwierdził też, że utwór powstał na potrzeby występów na żywo. „Why” opowiada o byciu zakochanym i o beznadziejnej miłości. Według Basshuntera aranżacja „Don’t Walk Away” wskazuje na to, że jest to utwór wykonany przez niego. „I Still love” znacznie różni się od pozostałych utworów albumu. Basshunter stwierdził, że jest to prawdopodobnie najcięższa piosenka na albumie i przyrównał ją do „Bass Creator” z Now You’re Gone – The Album. Utwór „Day & Night” muzyk zmieniał prawdopodobnie ponad dwanaście razy rozwijając utwór w różnych kierunkach co zajęło mu sporo czasu. Stwierdził, że prawdopodobnie nigdy nie spędził więcej czasu na modyfikowaniu i produkowaniu piosenki. „Far from Home” opowiada o życiu w podróży i chęci wrócenia do domu. „I Know U Know” opowiada o szczerości w związku z drugą osobą. Do stworzenia utworu „On Our Side” Basshunter chciał bardziej wykorzystać stary styl, skupiony na beatach. Według artysty piosenka jest bardzo prosta, bardzo energiczna i przyjemnie zharmonizowana. „Can You” jest intensywną, wesołą i bardzo szybką piosenką. Basshunter miał nadzieję, że słuchacz poczuje się szczęśliwie lub zabawnie. „Plane to Spain” to piosenka przeznaczona dla fanów Basshuntera, którzy są graczami gier komputerowych.

## Wydanie
Album został wydany w Wielkiej Brytanii w wersji CD i 2CD 29 września 2009 roku przez Hard2Beat. 29 września 2009 miały również miejsca premiery w Szwecji oraz w Stanach Zjednoczonych. W Polsce wydanie albumu miało miejsce 26 października 2009 roku dzięki wytwórni Warner Music Poland.
Projekt frontu okładki został wykonany przez Ricka Guesta. Na okładce znajduje się między innymi samochód Toyota MR2 Turbo (jego właścicielem jest Nick Turner).

## Promocja

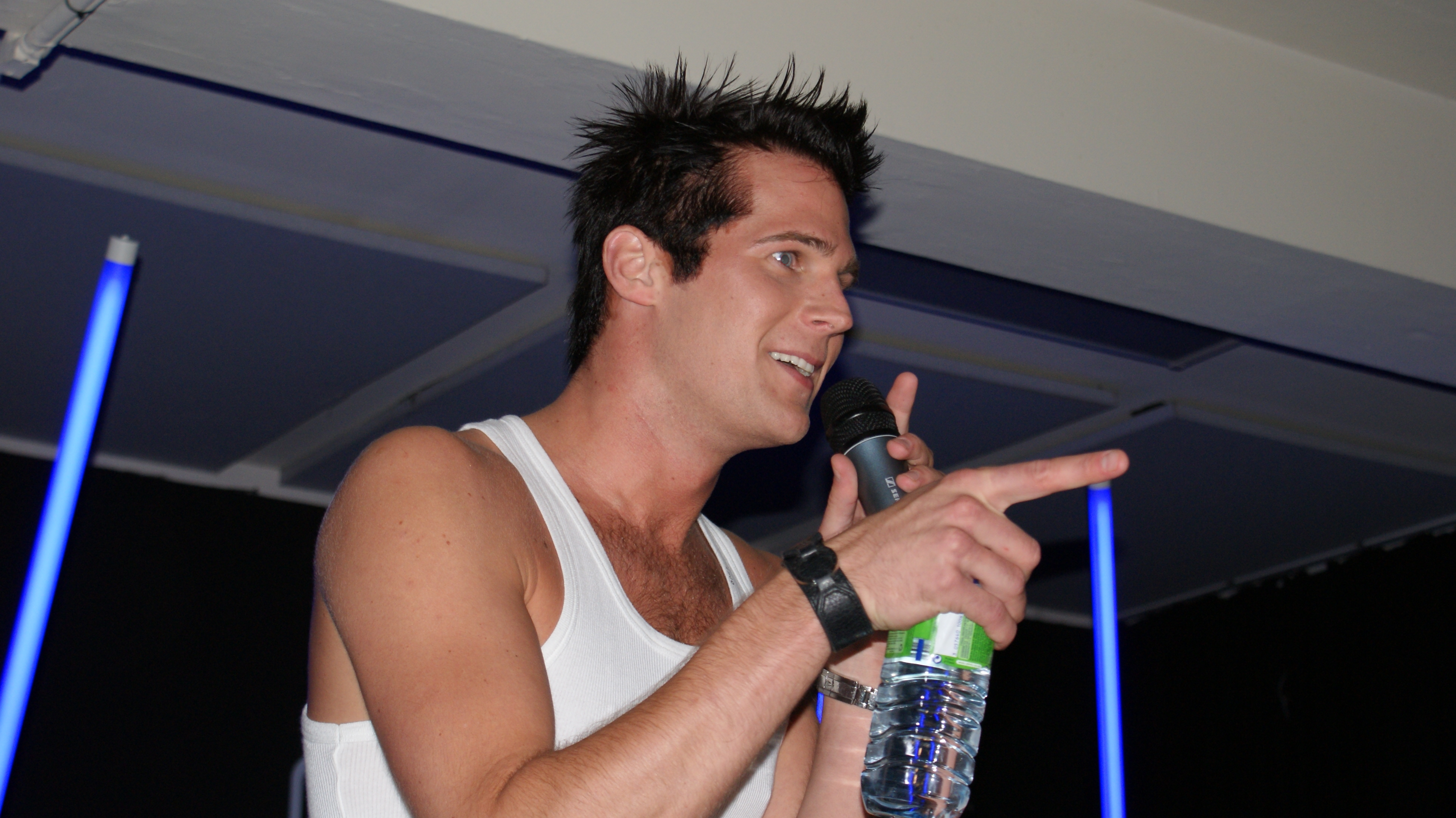
Basshunter podczas koncertu w Wielkiej Brytanii (24 września 2009)

Basshunter opublikował na swoim profilu na Bebo i MySpace próbki utworów do odsłuchania, znajdujących się na albumie. Zanim album został wydany, utwór „Numbers” został udostępniony do pobrania za darmo za pośrednictwem oficjalnego profilu Basshuntera w serwisie internetowym Bebo. Na profilu wytwórni w serwisie YouTube publikowano reportaże przedstawiające realizację utworów z albumu.

### Bass Generation Tour
W październiku 2009 roku Basshunter ogłosił trasę koncertową Bass Generation Tour. W celu promowania albumu wystąpił dziesięć razy w Wielkiej Brytanii i dwa razy w Irlandii.

#### Koncerty w Wielkiej Brytanii
| Data                 | Miasto     | Miejsce                   |
| -------------------- | ---------- | ------------------------- |
| 14 października 2009 | Bristol    | O₂ Academy Bristol        |
| 15 października 2009 | Manchester | Manchester Apollo         |
| 16 października 2009 | Birmingham | O₂ Academy Birmingham     |
| 17 października 2009 | Sheffield  | O₂ Academy Sheffield      |
| 19 października 2009 | Edynburg   | Edinburgh Picture House   |
| 20 października 2009 | Aberdeen   | The Music Hall            |
| 21 października 2009 | Glasgow    | O₂ Academy Glasgow        |
| 22 października 2009 | Newcastle  | O2 Academy Newcastle      |
| 24 października 2009 | Londyn     | O₂ Shepherds Bush Empire  |
| 25 października 2009 | Norwich    | University of East Anglia |

#### Koncerty w Irlandii
| Data            | Miasto    | Miejsce                      |
| --------------- | --------- | ---------------------------- |
| 26 grudnia 2009 | Castlebar | Royal Theatre & Event Centre |
| 27 grudnia 2009 | Dublin    | The Academy                  |

## Lista utworów
| Wersja wydana w Szwecji | Wersja wydana w Szwecji                    | Wersja wydana w Szwecji |
| Nr                      | Tytuł                                      | Długość                 |
| ----------------------- | ------------------------------------------ | ----------------------- |
| 1                       | „Every Morning”                            | 3:19                    |
| 2                       | „I Promised Myself”                        | 2:38                    |
| 3                       | „Why”                                      | 3:12                    |
| 4                       | „I Can’t Deny” (feat. Lauren)              | 4:00                    |
| 5                       | „Don’t Walk Away”                          | 3:02                    |
| 6                       | „I Still Love”                             | 3:33                    |
| 7                       | „Day & Night”                              | 2:55                    |
| 8                       | „I Will Learn to Love Again” (feat. Stunt) | 3:08                    |
| 9                       | „Far from Home”                            | 4:11                    |
| 10                      | „I Know U Know”                            | 2:46                    |
| 11                      | „On Our Side”                              | 3:55                    |
| 12                      | „Can You”                                  | 2:25                    |
| 13                      | „Plane to Spain”                           | 3:43                    |
| 14.1                    | „Every Morning” (Michael Mind Edit)        |                         |
| 14.3                    | „Numbers”                                  | 3:20                    |

| Wersja wydana w Wielkiej Brytanii | Wersja wydana w Wielkiej Brytanii                                           | Wersja wydana w Wielkiej Brytanii |
| Nr                                | Tytuł                                                                       | Długość                           |
| CD 1                              | CD 1                                                                        | CD 1                              |
| --------------------------------- | --------------------------------------------------------------------------- | --------------------------------- |
| 1                                 | „Every Morning”                                                             | 3:19                              |
| 2                                 | „I Promised Myself”                                                         | 2:38                              |
| 3                                 | „Why”                                                                       | 3:12                              |
| 4                                 | „I Will Learn to Love Again” (feat. Stunt)                                  | 3:07                              |
| 5                                 | „Don’t Walk Away”                                                           | 3:02                              |
| 6                                 | „I Still Love”                                                              | 3:33                              |
| 7                                 | „Day & Night”                                                               | 2:55                              |
| 8                                 | „I Can’t Deny” (feat. Lauren)                                               | 4:00                              |
| 9                                 | „Far from Home”                                                             | 4:11                              |
| 10                                | „I Know U Know”                                                             | 2:46                              |
| 11                                | „On Our Side”                                                               | 3:55                              |
| 12                                | „Can You”                                                                   | 2:25                              |
| 13                                | „Plane to Spain”                                                            | 3:43                              |
| 14                                | „Every Morning” (Michael Mind Remix Edit)                                   |                                   |
| 15                                | „Numbers”                                                                   | 3:20                              |
| CD 2                              |                                                                             |                                   |
| 1                                 | „Now You’re Gone” (DJ Alex Extended Mix) (feat. DJ Mental Theo’s Bazzheadz) | 5:43                              |
| 2                                 | „All I Ever Wanted” (Ultra DJ’s Remix)                                      | 05:33                             |
| 3                                 | „Angel in the Night” (Headhunters Remix)                                    | 05:38                             |
| 4                                 | „I Miss You” (Hyperzone Remix) (feat. Lauren)                               | 05:36                             |
| 5                                 | „Please Don’t Go” (Bad Behaviour Remix)                                     | 06:45                             |
| 6                                 | „Walk on Water” (Ultra Dj’s Remix)                                          | 05:20                             |
| 7                                 | „Every Morning” (Raindropz! Remix)                                          | 04:54                             |
| 8                                 | „Camilla” (Swedish Version)                                                 | 03:23                             |
| 9                                 | „Without Stars” (Swedish Version)                                           | 03:52                             |

## Odbiór

### Krytyka
| AllMusic | [ 26 ] |

David Jeffries z serwisu AllMusic stwierdził, że album jest pełen miłości i ich zawodów, a utwory są pod silnym wpływem muzyki vocal trance. W swej recenzji napisał również, że część albumu jest bardzo smutna, a utwory „Why”, „Don’t Walk Away” i „I Will Learn to Love Again” określił jako najsmutniejsze. Al Fox z serwisu BBC skrytykował muzykę, ocenił ją jako „boleśnie piskliwe, elektroniczne brzęczenie”, wokale określił jako „poniżej przeciętnej”, podsumowując stwierdził, że prezentowana muzyka jest bardzo niskiej jakości. Stefan Thungren z dziennika Svenska Dagbladet określił muzykę znajdującą się na albumie jako powtarzalną oraz uznał, że słuchanie piętnastu męczących utworów jest prawdziwą obrazą dla słuchaczy.

### Pozycje na listach przebojów
| Państwo           | Lista (2009–2010)                | Najwyższa pozycja |
| ----------------- | -------------------------------- | ----------------- |
| Nowa Zelandia     | Top 40 Albums                    | 2                 |
| Południowa Afryka | SA Top 20                        | 14                |
| Stany Zjednoczone | Dance/Electronic Albums          | 15                |
| Irlandia          | Top 100 Individual Artist Albums | 16                |
| Wielka Brytania   | Top 100 Albums                   | 16                |
| Stany Zjednoczone | Heatseekers Albums               | 34                |
| Dania             | Album Top-40                     | 39                |
| Francja           | Top 200 Albums                   | 41                |
| Szwajcaria        | Alben Top 100                    | 73                |

| Państwo         | Certyfikat | Sprzedaż |
| --------------- | ---------- | -------- |
| Wielka Brytania | Złoto      | 100 000  |

### Single
| Rok                            | Tytuł               | Najwyższe pozycje na listach przebojów | Najwyższe pozycje na listach przebojów | Najwyższe pozycje na listach przebojów | Najwyższe pozycje na listach przebojów | Najwyższe pozycje na listach przebojów | Sprzedaż      |
| Rok                            | Tytuł               | GBR                                    | IRL                                    | SWE                                    | NZL                                    | DEU                                    | Sprzedaż      |
| ------------------------------ | ------------------- | -------------------------------------- | -------------------------------------- | -------------------------------------- | -------------------------------------- | -------------------------------------- | ------------- |
| 2009                           | „Every Morning”     | 17                                     | 17                                     | 13                                     | 14                                     | 76                                     | - GBR: 12 876 |
| 2009                           | „I Promised Myself” | 94                                     | –                                      | –                                      | –                                      | –                                      |               |
| „–” pozycja nie była notowana. |                     |                                        |                                        |                                        |                                        |                                        |               |